# محوطه شیخ‌لر
محوطه شیخ لر مربوط به دوره اشکانیان - دوره ساسانیان است و در شهرستان کوثر، بخش فیروز، دهستان سنجبد جنوبی، روستای علاءالدین واقع شده و این اثر در تاریخ ۲۶ اسفند ۱۳۸۷ با شمارهٔ ثبت ۲۵۷۸۸ به‌عنوان یکی از آثار ملی ایران به ثبت رسیده است.